# Visp
Visp é uma comuna da Suíça, no cantão do Valais, com cerca de 6.565 habitantes. Estende-se por uma área de 13,22 km², de densidade populacional de 497 hab/km². Confina com as seguintes comunas: Baltschieder, Briga-Glis (Brig-Glis), Bürchen, Lalden, Raron, Visperterminen, Zeneggen. 
A língua oficial nesta comuna é o alemão. Joseph Blatter, presidente da FIFA, nasceu em Visp.